# Ermita de Nuestra Señora del Robledo

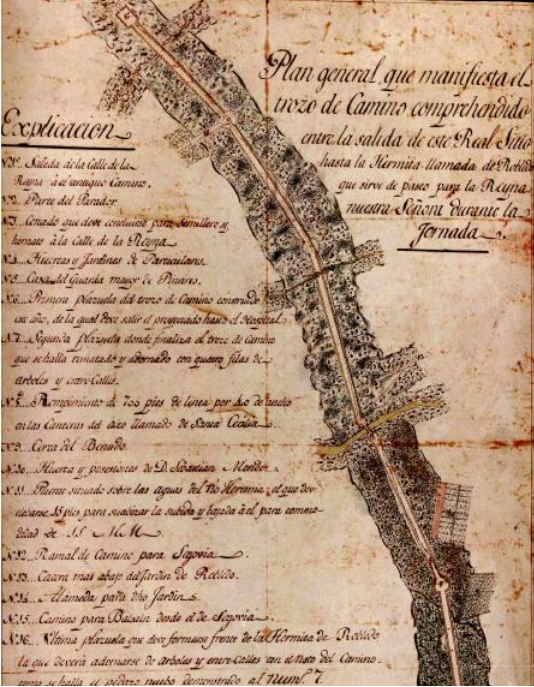
Plano de un camino desde el Real Sitio de San Ildefonso a la Ermita, en la parte inferior izquierda del plano (s. XVIII)

La ermita de Nuestra Señora del Robledo (o ermita de la Virgen de Robledo) fue un lugar de culto en la provincia de Segovia ya existente en el siglo  XVI y hoy desaparecido.

## Historia
Se tiene constancia de la existencia de la ermita desde el siglo XVI. La formación del Real Sitio de San Ildefonso en la primera mitad del siglo XVIII, hizo que Felipe V enriqueciera la ermita con donaciones de objetos litúrgicos. Asimismo, en 1747 la ermita fue puesta bajo el cuidado del guarda de los bosques del Real Sitio.
En 1787 la plata de la ermita fue blanqueada y bruñida por mandado del guarda mayor de los bosques reales. Sería a principios del siglo XIX, en 1806, cuando se realizaría un inventario de los bienes de la ermita.
La invasión napoleónica supuso la ruina de la ermita. En la actualidad, la talla de la Virgen de Robledo, una inmaculada en madera policromada del siglo XVI, se encuentra conservada en la iglesia parroquial de San Sebastián de la cercana localidad de Revenga. Por su parte, la iglesia de Nuestra Señora del Rosario en La Granja de San Ildefonso alberga un crucifijo de talla dieciochesco proveniente de la ermita.
En la actualidad sobre los restos de la ermita se levanta una construcción sencilla, que incorporó en su construcción sillares de la ermita.

## Descripción
La ermita se situaba en un lugar conocido como el Robledo, junto al cruce entre dos importantes vías, la Cañada de la Vera de la Sierra y el camino que unía Segovia con la residencia real conocida como Casa del Bosque (después Palacio de Valsaín).
La ermita contaba con una única nave, alineada en un eje este-oeste. Desde el siglo XVIII, en sus aledaños se situaba una casa de guardas del bosque de Valsain.